# Barricade
Barricade (bra: Sitiados!) é um filme estadunidense de 1939, dos gêneros drama e aventura, dirigido por Gregory Ratoff e protagonizado por Alice Faye e Warner Baxter.

## Sinopse
A cantora Emmy (Alice Faye) conhece o jornalista Hank Topping (Warner Baxter) numa viagem de trem pela China, e ambos se apaixonam. Porém um grupo de bandidos interrompe a viagem e assalta o trem.

## Elenco
- Alice Faye — Emmy Jordan
- Warner Baxter — Hank Topping
- Charles Winninger — Samuel J. Cady
- Arthur Treacher — Upton Ward
- Keye Luke — Ling, secretária de Cady
- Willie Fung — Yen, moromo de Cady
- Doris Lloyd — sra. Ward
- Eily Malyon — sra. Little
- Joan Carroll — Winifred Ward
- Leonid Snegoff — Boris
- Philip Ahn — cel. Wai Kang
- Jonathan Hale — secretária de Estado assistente
- Moroni Olsen — editor-chefe em Xangai
- Harry Hayden — telegrafista em Xangai